# Варан Дюмериля
Варан Дюмериля (лат. Varanus dumerilii) — вид ящериц из семейства варанов. Видовое название дано в честь французского зоолога Андре-Мари Дюмериля.
Варан Дюмериля достигает максимальной длины тела 130 см и массы 1 кг.
Окраска тела тёмно-коричневого цвета с нечёткими хаотичными бледными полосами. Молодые особи имеют жёлтые полосы на спине, голова оранжевого цвета. Через 8 недель окраска меняется.
Вид обитает в тропических и мангровых лесах Юго-Восточной Азии. Встречается на юге Мьянмы, на юге Таиланда, в Малайзии и Индонезии на островах Калимантан и Суматра.
Варан активен днём, хорошо плавает и карабкается по деревьям. Он питается в основном крабами, реже насекомыми, моллюсками, рыбой, лягушками и мелкими грызунами.